# 541 Dywizja Grenadierów (III Rzesza)
541 Dywizja Grenadierów – niemiecka dywizja z czasów II wojny światowej, sformowana w na poligonie Borne Sulinowo niem. Groß Born na mocy rozkazu z 7 lipca 1944 roku, w 29 fali mobilizacyjnej w II Okręgu Wojskowym. 9 października 1944 r. jednostkę przemianowano na 541 Dywizję Grenadierów Ludowych.

## Struktura organizacyjna
- Struktura organizacyjna w lipcu 1944 roku:

1073., 1074. i 1075. pułk grenadierów, 1541. pułk artylerii, 1541. batalion pionierów, 541. dywizyjna kompania fizylierów, 1541. oddział przeciwpancerny, 1541. oddział łączności, 1541. polowy batalion zapasowy;
- Struktura organizacyjna w grudniu 1944 roku:

1073., 1074. i 1075. pułk grenadierów, 1541. pułk artylerii, 1541. batalion pionierów, 541. dywizyjny batalion fizylierów, 1541. oddział przeciwpancerny, 1541. oddział łączności, 1541. polowy batalion zapasowy;

## Dowódca dywizji
- Generalleutnant Wolf Hagemann VI.1944 – 8.V.1945;

## Szlak bojowy i zbrodnie wojenne
W sierpniu 1944 r. dywizja znalazła się na froncie wschodnim i walczyła w składzie 2 Armii nad Bugiem i Narwią. W następstwie bitwy o Pecynkę jej żołnierze dopuścili się zbrodni wojennej na polskiej ludności cywilnej. W ramach pacyfikacji wsi Lipniak-Majorat we wrześniu 1944 r. żołnierze dywizji rozstrzelali 448 cywilów, w większości kobiety, starców i dzieci (najmłodsze miało niespełna 6 miesięcy). W 1945 r. dywizja została zepchnięta do Prus Wschodnich, gdzie poniosła tak ciężkie straty, że została zredukowana do grupy bojowej. W kwietniu niedobitku zostały ewakuowane do Świnoujścia i włączone do 606 Dywizji do Zadań Specjalnych.